# Abborrtjärnen (Ströms socken, Jämtland, 712218-146434)
Abborrtjärnen är en sjö i Strömsunds kommun i Jämtland och ingår i Ångermanälvens huvudavrinningsområde.